# Yanko González
Yanko González Cangas (Buin, 1971) es un poeta y antropólogo chileno. Su obra poética— experimental y heterodoxa— se ha centrado en las fricciones culturales de la exclusión juvenil, territorial y racial (Metales Pesados, Alto Volta) y la muerte por mano propia (Elábuga). Una de sus últimas obras (Torpedos) es un singular libro de poesía documental, objetual, visual y textual que aborda las arbitrariedades y absurdos de los sistemas educativos. Junto a ello, ha publicado reconocidos libros en el ámbito de la antropología histórica y los estudios culturales, como "Los más ordenaditos. Fascismo y juventud en la dictadura de Pinochet" y "El agua verde del idiota. Erratas: cultura e historia".

## Biografía
Nacido en Buin, vivió buena parte de infancia en San Bernardo, hasta que, ya en los años 1980, se fue a Santiago a estudiar al Internado Nacional Barros Arana. Allí escribió sus primeros versos; la poesía la había descubierto antes de los diez años, en un cuarto al fondo de su casa, donde su padre había llevado cientos de libros de la Editorial Universitaria después de incumplir la orden que los militares le habían dado de quemarlos.
"Esos libros y otros terminaron en mi casa. Los buenos días de Omar Lara y toda la colección Cormorán, todos los libros que habían aparecido de Lihn, de Parra, la colección que dirigía Pedro Lastra. Todo eso terminó en un cuarto de atrás de mi casa, y cuando tenía ocho, nueve años, los fui leyendo", recuerda González.
Después se especializó en antropología. Residió en Valdivia desde 1990 y, posteriormente, a partir del año 2000, en Barcelona, ciudad donde siguió una maestría y después obtuvo su doctorado por la Universidad Autónoma. En 2005 regresó a Chile.
González es autor de varias antologías de poesía joven chilena y latinoamericana y de ensayos y artículos sobre literatura y antropología. Su primer poemario, Metales pesados, apareció en 1998 y se convirtió en "título esencial" de su época, que "registra el habla marginal y parodia el lenguaje académico". Poco después de comenzado el siglo XXI, el poeta Sergio Parra rindió homenaje a este poemario al fundar la librería del mismo nombre en la ciudad de Santiago.
“Es de los pocos hitos ineludibles de la poesía chilena de la posdictadura, una vuelta de tuerca a una tradición poética que se ha ido definiendo cada vez más por su exploración de los márgenes de la sociedad”, sostiene el hispanista británico Niall Binns en el epílogo a la reedición facsimilar de Metales pesados, la cual salió a fines de 2016 publicada conjuntamente por Alquimia y Montacerdos.
Sobre aquella década de 1990, el poeta comenta: “En materia de escritura, retengo cierta angustia por no acabar la búsqueda. Ciertas críticas me afectaron, sobre todo las que me jodían con la cantinela de la oralidad. En mi defensa, al menos, la intención: quería escribir poemas habitables para todos y no mausoleos cerrados para nadie”.
Su obra ha merecido diversos reconocimientos, entre ellos, la Beca del Fondo Nacional del Libro y la Lectura (1996, 2006 y 2022), el Premio Arte Joven Gabriela Mistral (2000); el Premio de la Crítica (2008), Escrituras de la Memoria (2021), Manuel Montt de la Universidad de Chile (2023), Círculo de Críticos (2023) y Mejores Obras Literarias (2024). Sus poemas han sido traducidos al inglés, francés, alemán y portugués e incluidas en múltiples antologías.

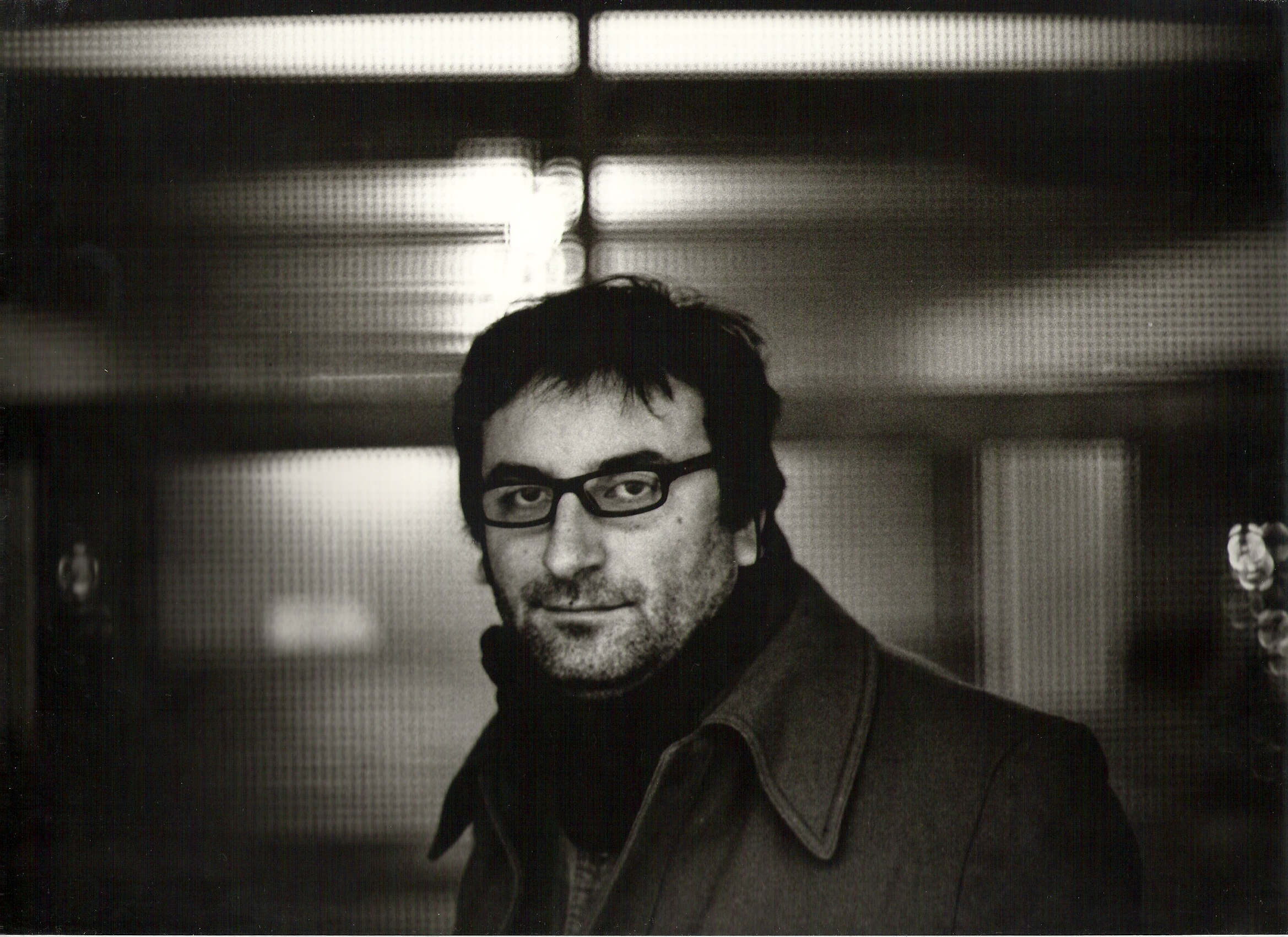
González en Berlín, 2008

Junto a ello, el autor ha sido invitado a diversos encuentros nacionales e internacionales de escritores, entre ellos "Poesía de Paso" (Maison de l'Amérique latine, París); "Foro Social de las Artes" (Valencia); “La poesía tiene la palabra” (Casa de América, Madrid); “Poesie, Poesie” (Universidad de Lille, Francia); Chile-Poesía (Santiago); XXV Feria del Libro de La Habana; "Salida al Mar" (Buenos Aires), "Poquita Fe" (Santiago); "Latinale" (Berlín); XV Encuentro Internacional Escritores de Monterrey (México); “Poesía En Voz Alta” UNAM (México D.F.); 46 Festival Internacional de Poesía de Róterdam; Festival de Poesía de Moscú (2019); Poesie Festival de Berlín en 2021 y el XXI Encuentro de Poetas del Mundo Latino (2023), entre muchos otros.
Diversas antologías de poesía chilena e hispanoamericana recogen su obra; entre ellas se cuentan: Poesía joven chilena (Santiago, Editorial Universitaria, 1999); Al tiro. Panorama de la nueva poesía chilena (Buenos Aires, Vox, 2001); Diecinueve. Poetas chilenos de los noventa (Santiago, J.C. Saéz Editor, 2006); Bajo sur. Poesía actual (París, Université París 8-Saint-Denis, 2006); Los cuatro puntos cardinales son tres: Norte y Sur. Panorama de la poesía chilena (Lira, La Habana, 2008); Soda cáustica. Cinco poetas latinoamericanos (Valencia, 2009); Cuerpo plural. Antología de la poesía hispanoamericana contemporánea (Editorial Pre-Textos, 2010), The Alteration of Silence: Recent Chilean Poetry, (Estados Unidos, 2013).

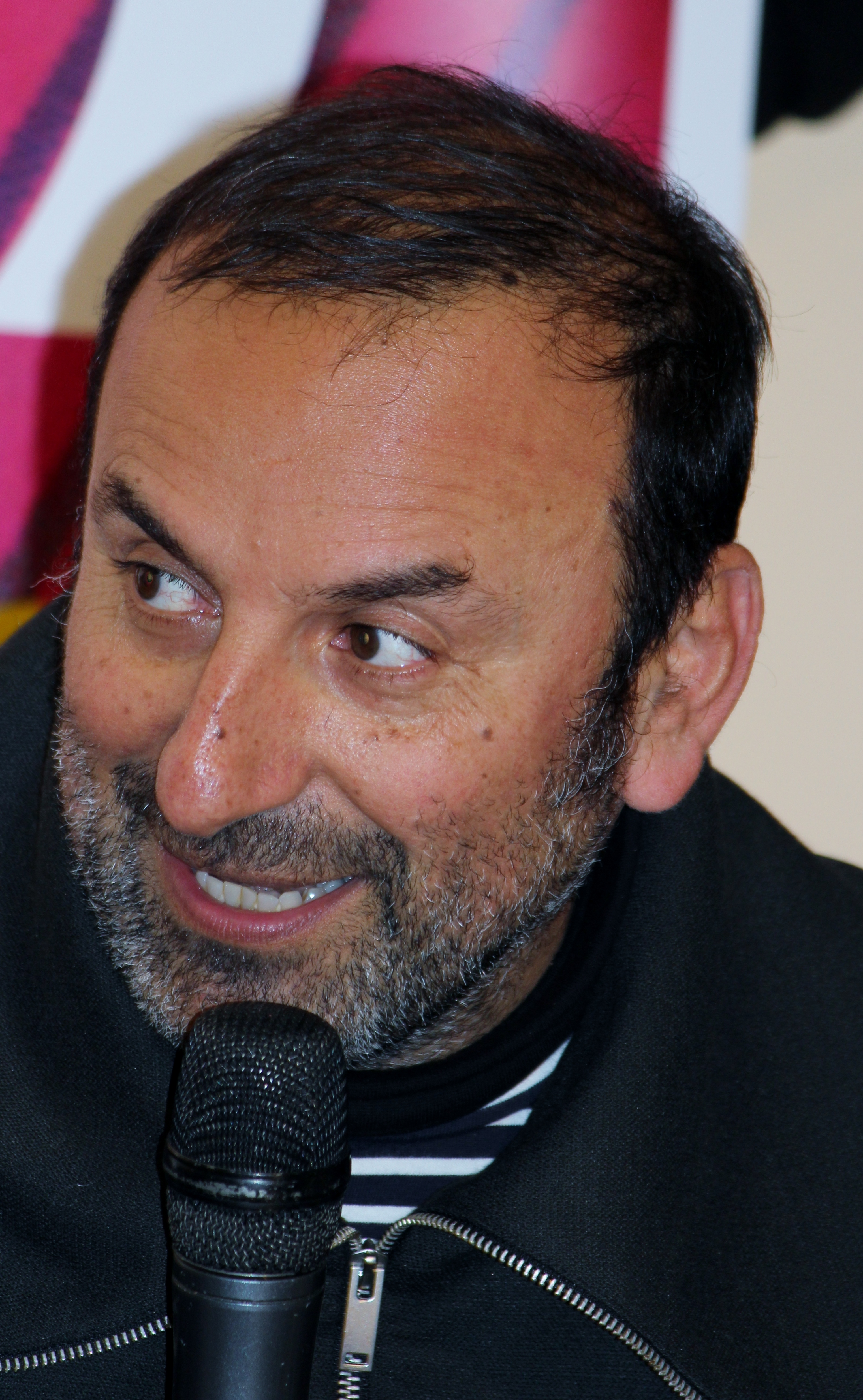
El poeta chileno Yanko González en la XI Bienal de Poesía de Moscú en 2019

Yanko González, además de ser doctor en antropología, es académico de la Universidad Austral de Chile, donde fue decano de la Facultad de Filosofía y Humanidades por dos períodos (2011-2017) y ha proseguido como director de la editorial de esa casa de estudios, Ediciones UACh.
Además, participa del colectivo Pueblos Abandonados, creado en 2013, junto a Marcelo Mellado, José Angel Cuevas, Rosabetty Muñoz, Óscar Barrientos, Cristóbal Gaete, Cristián Geisse, Daniel Rojas Pachas, Florencia Smiths, Mario Verdugo, entre otros.
Yanko González comparte generación con Alejandro Zambra, Andrés Anwandter, Alejandra del Río, Leonardo Sanhueza, Damsi Figueroa, Matías Rivas, Egor Mardones, Harry Wollmer, Jorge Velásquez, Germán Carrasco y otros autores que comenzaron a publicar en los años 90. Sin embargo, la crítica ha consignado una relación más intensa tanto en lenguaje como en exploraciones con la generación precedente (Jorge Torres, Maha Vial, José Ángel Cuevas, Rodrigo Lira, Juan Luis Martínez, Diego Maquieira, Clemente Riedemann, Sergio Parra, Malú Urriola , Alexis Figueroa, Mauricio Redolés) y posterior (Gladys González, Mario Verdugo, Héctor Hernández Montecinos, entre otros).

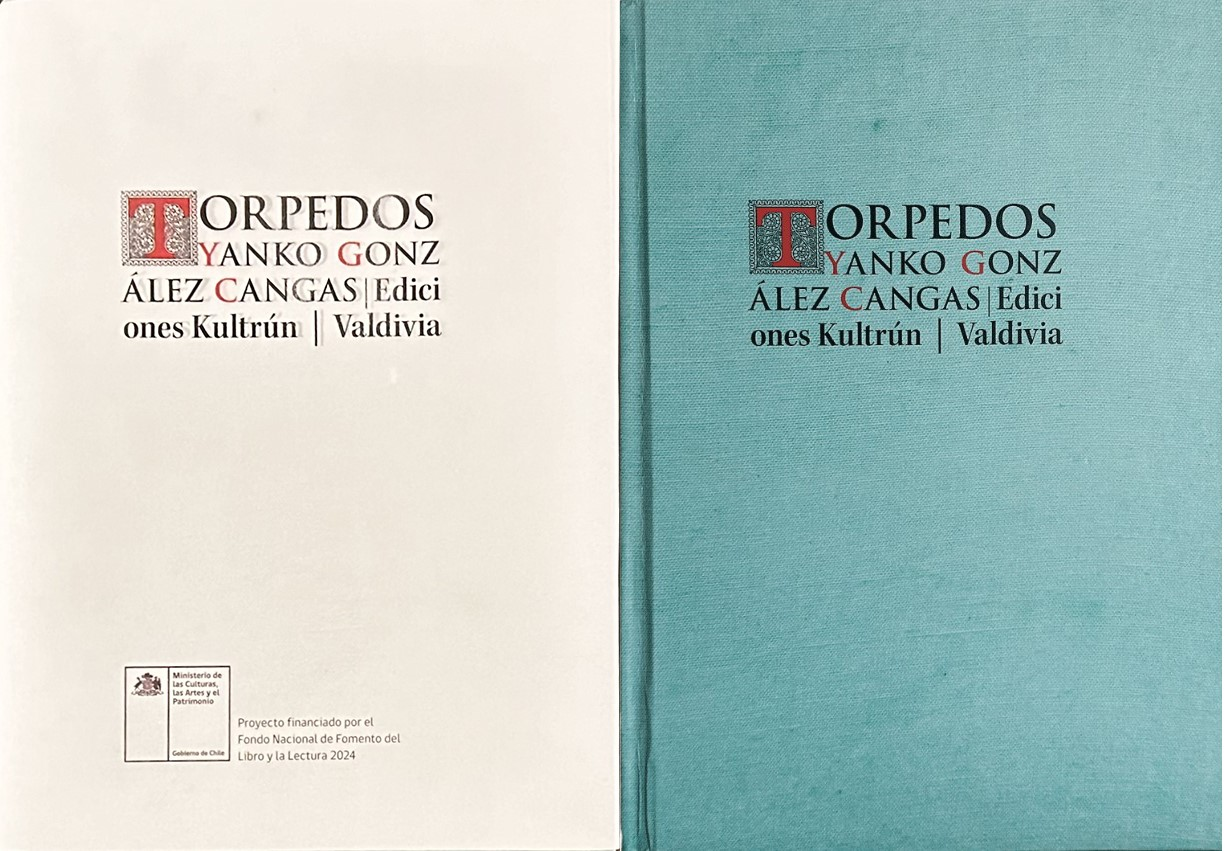
Sobrecubierta y cubierta de libro Torpedos (Ediciones Kultrún, 2024)

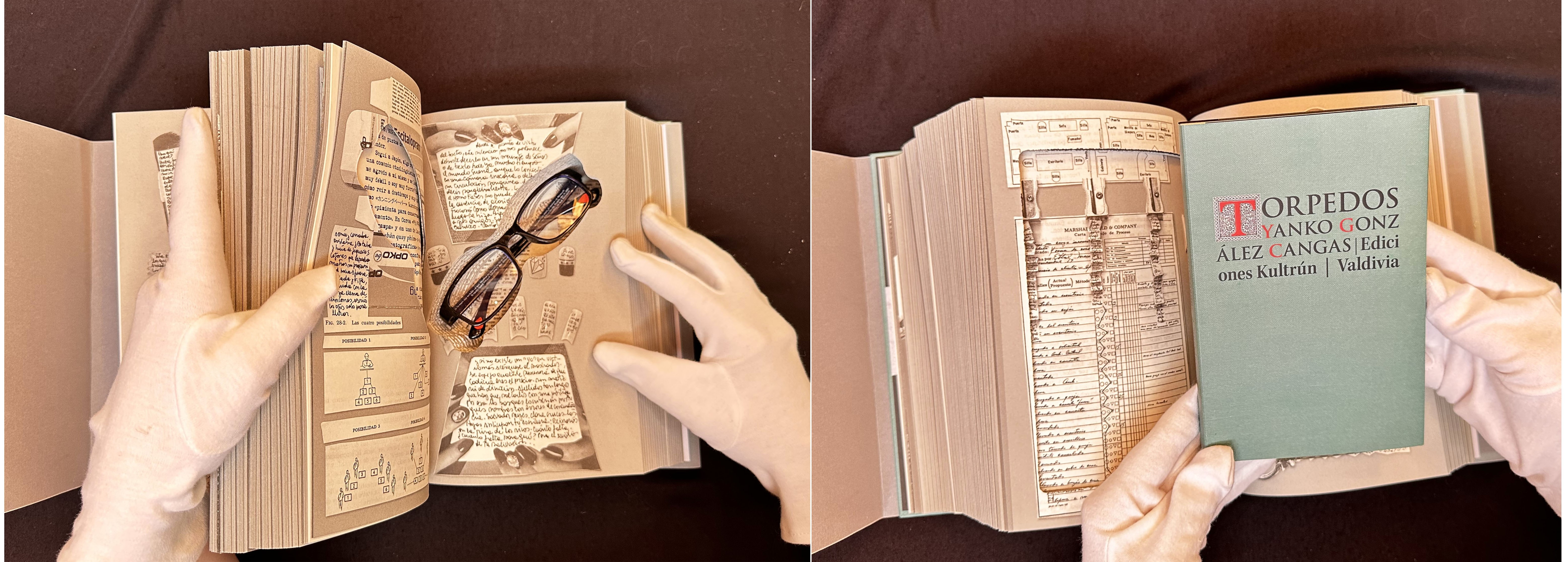
Parte del interior del libro Torpedos

Reportaje del periodista cultural Roberto Careaga en suplemento Artes y Letras del periódico El Mercurio sobre Torpedos (9 de mayo de 2024)

En 2017 partió a Inglaterra a realizar una investigación posdoctoral, donde fue profesor invitado en la Universidad de Newcastle upon Tyne; allí dio fin a su poemario Elábuga (del que había publicado un adelanto en 2011) y dio continuidad a otro, en preparación desde hacía varios años, Torpedos. Algunos de estos poemas inéditos fueron incluidos en Objetivo general, antología que en 2019 publicó Penguin Random House a través de su sello Lumen.En 2024 publica Torpedos, libro de más de 900 páginas y de singular factura, puesto que contiene no solo más de un centenar de poemas textuales y visuales, sino también, escondidos en diversas perforaciones interiores y en diferentes niveles, una serie de poemas-objetos en forma de “torpedos” (apuntes escondidos para hacer trampa en los exámenes), como anillos, gafas, lapiceras, entre otros, los que ocultan, a su vez, varios de los poemas en forma miniaturizada o manuscrita realizados, ensamblados y reproducidos por el mismo autor uno a uno y en número de trescientos cincuenta. Escondido también en el volumen mayor y bajo la forma de una caja de lápices de colores, se encuentra otro libro, donde se consignan la totalidad de los poemas (ciento tres) en formato de texto. Torpedos fue editado por Ediciones Kultrún -apoyado por el Fondo de Fomento del Libro y la Lectura del Ministerio de las Culturas, las Artes y el Patrimonio- en mayo de 2024 y lanzado en la ciudad de Valdivia (Universidad Austral de Chile) y Santiago (Il Posto) acompañado con sendas exposiciones de la obra objetual y visual, ocasión en la que se presentó la página web del libro www.torpedos.online diseñada por el documentalista Arturo Figueroa, donde se detallan los fundamentos, la historia y el proceso de factura de la obra.

## Obras
- La muerte se está fumando mis cigarros, traducción y notas de poemas de Charles Bukowski (en coautoría con Pedro Araya), Santiago, 1996
- Metales pesados, Ediciones Kultrún, Valdivia, 1998 (reeditado con prólogo del hispanista Niall Binns en Alquimia/Montacerdos, Santiago, 2016)
- Héroes civiles & Santos laicos, entrevistas a 13 escritores chilenos, Barba de Palo Ediciones, Valdivia, 1999 (reeditado con nuevo estudio introductorio por Provincianos Editores, Valparaíso, 2023).
- Carne fresca. Poesía chilena reciente, con Pedro Araya, Desierto, México, 2002
- Poesía, poesía. 3 poètes du Chili, Université Lille/Action Culture, Francia, 2002
- Zurdos. Última poesía latinoamericana (en coautoría con Pedro Araya), Bartleby, Madrid, 2005
- Alto Volta, Ediciones Kultrún, Valdivia, 2007 (Premio de la Crítica, 2008)
- Me tradujo gonzález, Buenos Aires, Vox, 2008
- Elábuga, Ediciones Kultrún, Valdivia, 2011
- La construcción histórica de la juventud en América Latina. Bohemios, rockanroleros & revolucionarios, ensayo en coautoría con Carles Feixa; editorial Cuarto Propio, Santiago, 2013
- Objetivo general, antología con inéditos, Lumen, Santiago, 2019
- Los más ordenaditos. Fascismo y juventud en la dictadura de Pinochet, ensayo investigativo; Hueders, Santiago, 2020 (Premio Mejores Obras Literarias -investigación-, 2021; Premio Manuel Montt, 2023).
- Upper Volta, translated by Stephen Rosenshein, Ugly Ducking Presse, New York, 2021.
- El Pequeño Chartier Ilustré. Breve diccionario del libro, la lectura y la cultura escrita (en co-autoría con Roger Chartier y Pedro Araya), Ampersand, Buenos Aires, 2022.
- El agua verde del idiota. Erratas: cultura e historia. (en coautoría con Pedro Araya R.); ensayo, Fondo de Cultura Económica, Santiago, 2023 (Premio del Círculo de Críticos, mejor ensayo publicado).
- Torpedos; poesía, Ediciones Kultrún, Valdivia, 2024.

## Referencias

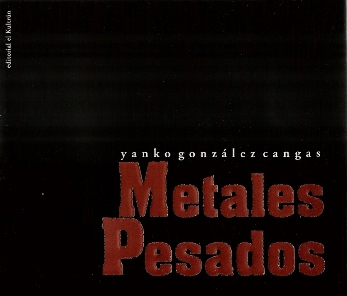
Metales Pesados, Yanko González, El Kultrún, 1998

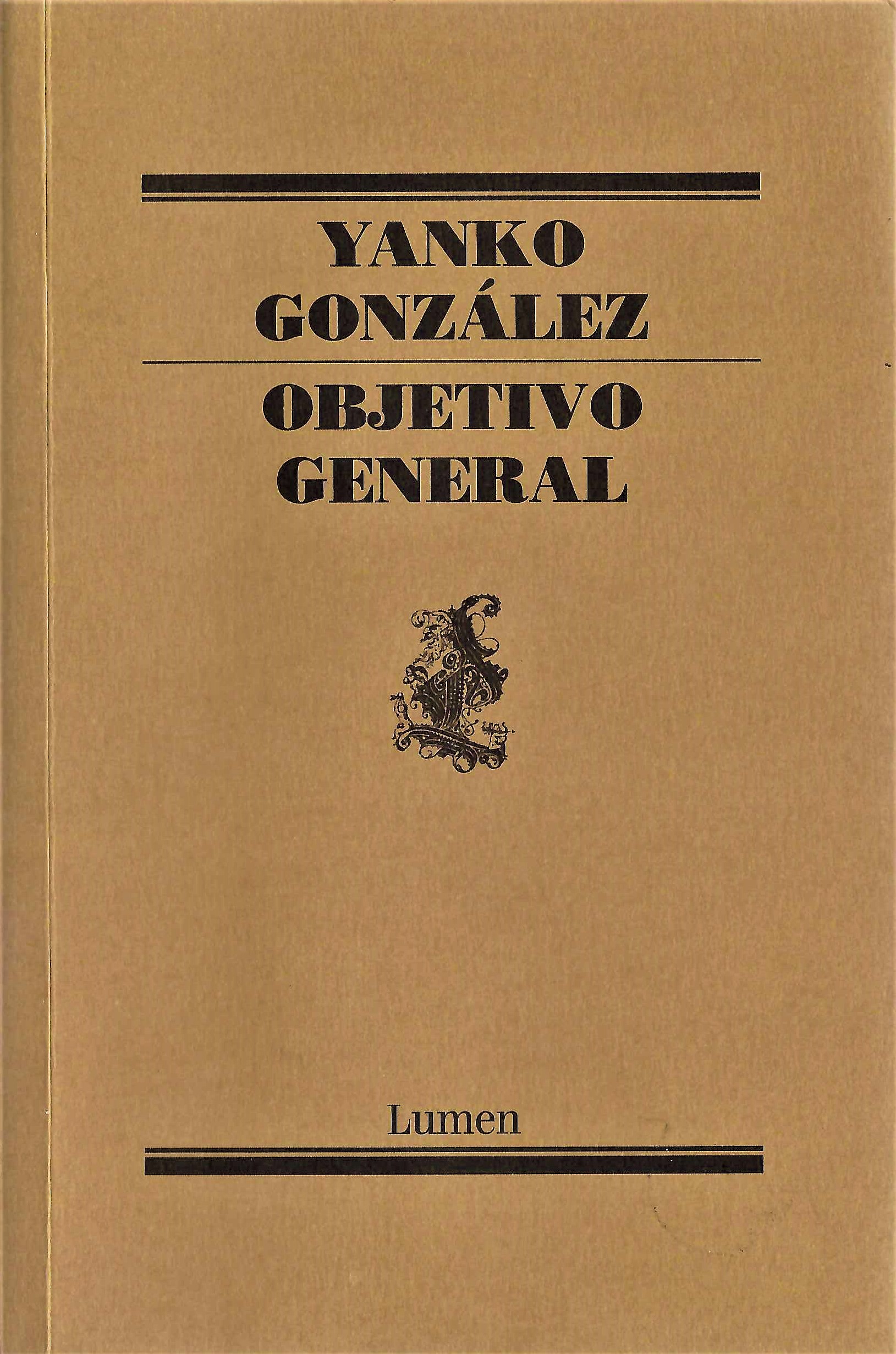
Objetivo General, Yanko González, Lumen, 2019.